# Hein Arnulf Bæk
Hein Arnulf Bæk, norveški rokometaš, * 16. avgust 1943, Trysil.
Leta 1972 je na poletnih olimpijskih igrah v Münchnu v sestavi norveške rokometne reprezentance osvojil deveto mesto.